# 2314 Філд
2314 Філд (2314 Field) — астероїд головного поясу, відкритий 12 листопада 1977 року.
Тіссеранів параметр щодо Юпітера — 3,612.